# Museum für Franken
Il Museo della Franconia - Museo statale d'arte e di storia culturale di Würzburg (precedentemente il Mainfränkisches Museum) situato nella fortezza Marienberg di Würzburg è una delle più grandi collezioni d'arte della Baviera.

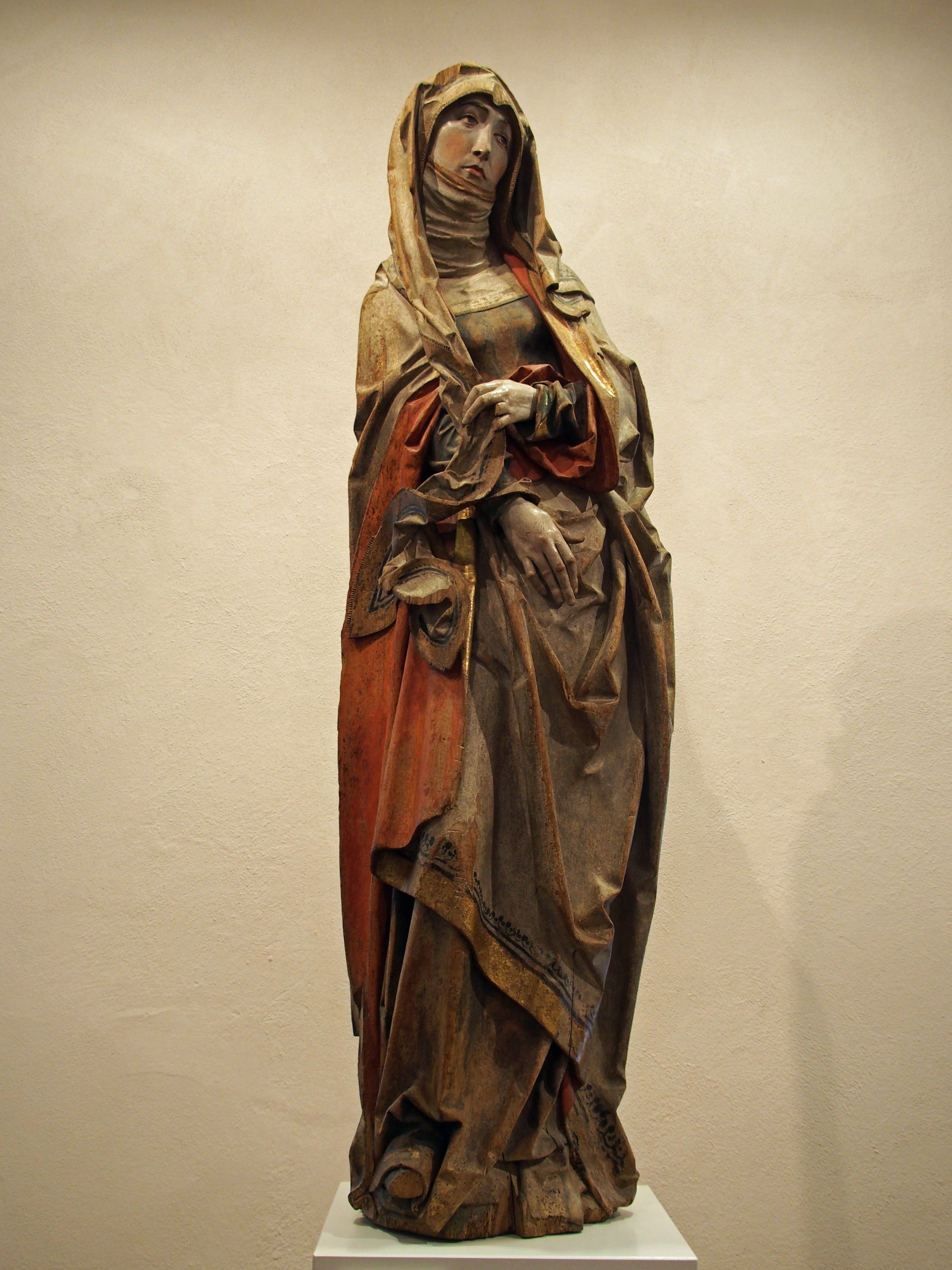
Tilman Riemenschneider: Maria in lutto.

Ospita opere di alto valore di artisti della Franconia; per questo motivo il museo è uno dei musei tedeschi di maggior livello internazionale.
Le 45 sale contengono dipinti, sculture e prodotti artigianali di Würzburg dalle origini al XIX secolo, oltre ad una importante raccolta dei capolavori dello scultore Tilman Riemenschneider.
Entro il 2025, il museo sarà convertito in museo statale sotto la direzione di Erich Schneider e in futuro esporrà una visione d'insieme di tutta la Franconia, comprendendo anche la storia di Würzburg.

## Posizione
Il Museo della Franconia si trova nella zona esterna della fortezza di Marienberg tra Schönborntor ed Echtertor.

## L'inventario della raccolta
La sezione archeologica con reperti della Franconia principale dal Paleolitico al primo Medioevo testimonia i primi insediamenti nella regione. Uno dei suoi pezzi più famosi è l'oggetto di culto in bronzo di Acholshausen.
Oltre alle preziose sculture gotiche del 14° Secolo, l'esclusiva collezione di opere dell'artista Tilman Riemenschneider costituisce il nucleo centrale del museo. La raccolta delle opere lignee dell'artista è la più grande al mondo.